# دینو آبرشا
دینو آبرشا (ایتالیایی: Dino Abbrescia؛ زادهٔ ۱۸ اوت ۱۹۶۶) یک بازیگر اهل ایتالیا است.
از فیلم‌ها یا برنامه‌های تلویزیونی که وی در آن نقش داشته‌است، می‌توان به راهنمای عشق، حوزه استحفاظی، بی‌خیالش، حالت پرواز و واحد ضد مافیا اشاره کرد.